# Batalla de Aclea
La batalla de Aclea fue un acontecimiento bélico que tuvo lugar en 851 entre anglosajones y vikingos, en algún lugar de Oakley, Surrey. Los sajones de Aethelwulf, rey de Wessex, tuvieron que hacer frente a otra oleada de invasores daneses. Aunque no existen muchos detalles sobre la batalla, la mayor parte de la información procede de la crónica anglosajona:
350 Naves [vikingas] surcaron el Támesis arrasando Canterbury y Londres, obligando a Beorhtwulf, rey de Mercia, huir con su ejército hacia el sur del Támesis en Surrey y el rey Aethelwulf y su hijo Aethelbald con el ejército de Wessex lucharon contra ellos en Oak Field [Aclea], e hicieron la mayor matanza de invasores paganos que hemos oído hasta el día de hoy, obteniendo la victoria.
La batalla de Aclea fue una victoria de excepción de los anglosajones en un periodo de constantes enfrentamientos con los vikingos desde 793, pues las invasiones se intensificaron hasta la llegada del gran ejército pagano en 865. Para entonces la batalla de Aclea se redujo a una anécdota histórica.